# Logistyka odzysku
Logistyka odzysku  – proces planowania, wdrożenia i kontrolowania skutecznego i efektywnego ekonomicznie przepływu surowców, półproduktów i produktów gotowych wraz z powiązanymi z tymi przepływami informacjami od miejsca konsumpcji do miejsc pochodzenia w celu odzyskania wartości bądź właściwego zagospodarowania.
W literaturze spotyka się również inne definicje logistyki odzysku, określające ją, jako przepływ dóbr od konsumenta do producenta w kanale dystrybucji bądź jako określenie odnoszące się do roli logistyki w recyklingu, deponowaniu odpadów oraz gospodarowaniu odpadami niebezpiecznymi; w szerszej perspektywie zawierające kwestie dotyczące aktywności logistycznych związanych z redukcją u źródła, recyklingiem, substytucją, ponownym użyciem materiałów oraz składowaniem.
Logistyka odzysku bywa także określana jako proces planowania, wdrożenia i kontrolowania skutecznego i efektywnego ekonomicznie przepływu surowców wtórnych wewnątrz łańcucha dostaw i związanej z tymi surowcami informacji w kierunku przeciwnym do kierunku przepływów w tradycyjnym łańcuchu dostaw w celu odzyskania wartości bądź właściwego zagospodarowania. 
Definicja Fleischmann’a jest najpełniejszą definicją, określającą istotę logistyki odzysku. W gestii logistyki odzysku pozostaje obsługa powrotu towarów związana z uszkodzeniami, sezonowością produktów, odsprzedażą, różnego rodzaju zwrotami od klientów, niwelowaniem nadwyżki magazynowej, gospodarką odpadami. 
Realizowanie w praktyce procesów logistyki odzysku wymaga zmian w infrastrukturze materialno-technicznej sieci dostaw oraz prac nad rozwojem teorii zarządzania sieciami dostaw w ramach tzw. zamkniętej pętli (ang. Closed Loop Supply Chain) lub inaczej nazywane „gospodarowanie w obiegu” lub z ang. cradle to cradle („od kołyski po grób”). Jest to o tyle istotne, że sieć dostaw funkcjonująca w tradycyjny sposób jest nieprzystosowana do tego, by odpowiednio szybko i w sprawny sposób sprostać obecnym oczekiwaniom i potrzebom konsumentów w zakresie odzysku.
Przedmiotem procesu odzysku (w tym recyklingu) w ramach sieci dostaw mogą być dwa rodzaje elementów:
1. produkty (uszkodzone bądź nieuszkodzone, np.: zwroty w ramach gwarancji, produkty wycofane ze sprzedaży, przeznaczone do utylizacji, nadwyżki marketingowe, obsolety, pozostałości promocji, uszkodzone w transporcie, sezonowe),
2. opakowania (zwrotne i jednorazowe).

W polskiej terminologii ekonomicznej pojęcie logistyki odzysku spopularyzowała Katarzyna Jadwiga Michniewska. Systematykę źródeł i rodzajów przepływów w sieci dostaw, związanych z odzyskiem, prezentuje poniższa tabela.
|                      | Pomiędzy partnerami sieci dostaw: | Od konsumentów:                                                                                         |
| -------------------- | --- | --- |
| Dotyczące produktów: | - Zwroty związane z wyrównywaniem stanów magazynowych - Zwroty marketingowe - Wycofywanie produktów ze sprzedaży - Wycofywanie produktów sezonowych - Produkty uszkodzone w transporcie - Obsolety | - Uszkodzone/niechciane - Zwroty gwarancyjne - Wycofane ze sprzedaży - Wymagające zebrania i utylizacji |
| Dotyczące opakowań:  | - Zwrotne - Wielokrotnego użytku - Wymagające zebrania i utylizacji | - Odzysk - Recykling - Wymagające zebrania i utylizacji                                                 |